# Perplexity AI
Perplexity AI (англ. Perplexity AI, Inc., иногда просто Perplexity) — американская технологическая компания, базирующаяся в Сан-Франциско, разработавшая поисковую систему на основе искусственного интеллекта, которая обрабатывает пользовательские запросы и синтезирует ответы. Система использует большие языковые модели и включает возможности поиска в Интернете в реальном времени, что позволяет предоставлять ответы на основе актуального веб-контента. Благодаря диалоговому интерфейсу Perplexity позволяет пользователям задавать уточняющие вопросы и получать контекстуальные ответы. Все ответы сопровождаются ссылками на источники из Интернета для обеспечения прозрачности и возможности проверки информации. Доступна бесплатная версия сервиса, а платная подписка Pro предоставляет доступ к более мощным языковым моделям и расширенным функциям.
Компания Perplexity AI, Inc. была основана в августе 2022 года Аравиндом Шринивасом, Денисом Ярацем, Джонни Хо и Энди Конвински. Поисковая система была запущена 7 декабря 2022 года. По состоянию на июль 2025 года стоимость компании оценивается в 18 миллиардов долларов США после привлечения 100 миллионов долларов в рамках последнего раунда финансирования.
Деятельность Perplexity AI стала объектом судебных разбирательств и критики из-за обвинений в нарушении авторских прав, несанкционированном использовании контента и спорах по товарным знакам со стороны крупных медиа-организаций, включая BBC, Dow Jones и The New York Times.

## История

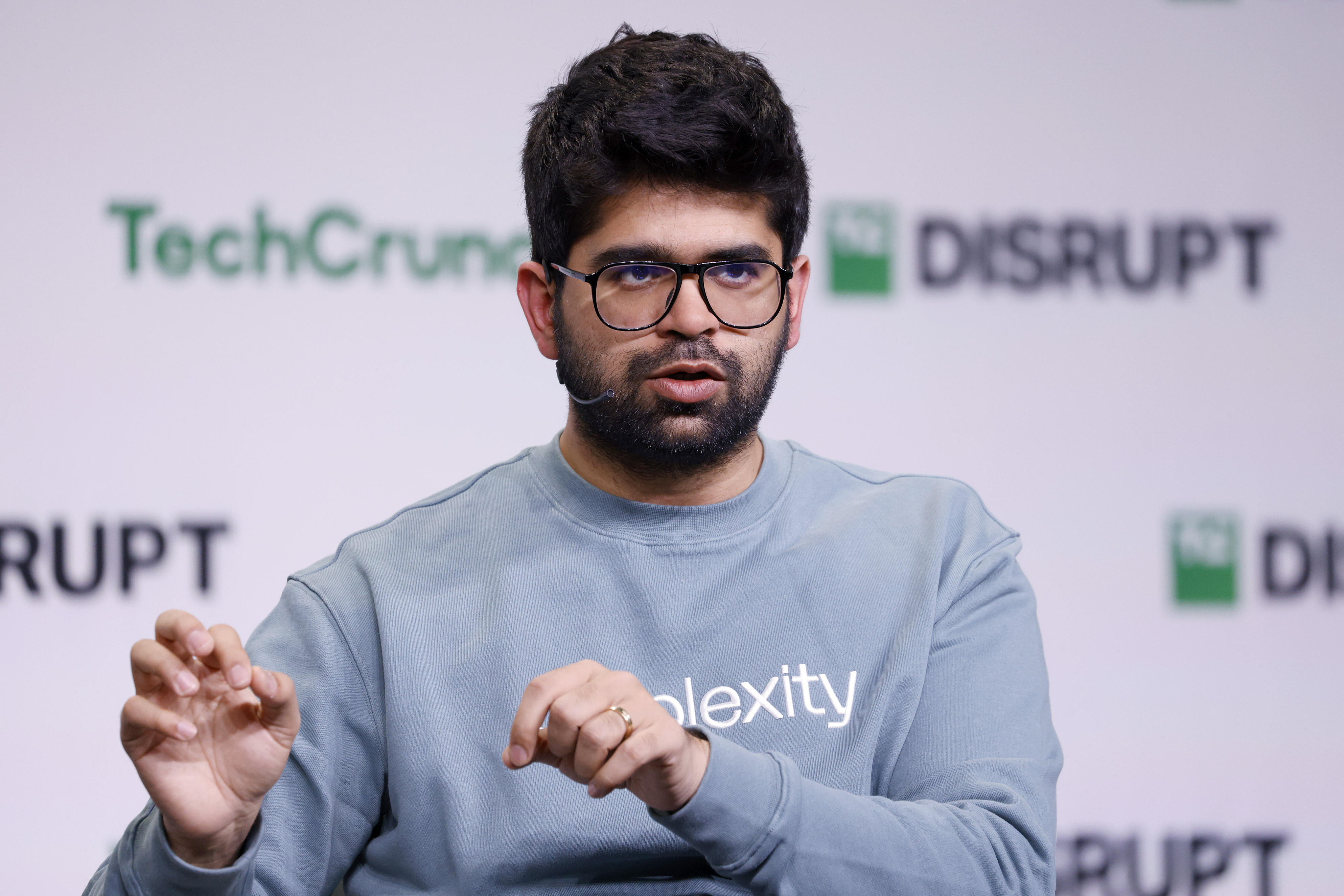
Аравинд Шринивас на TechCrunch Disrupt 2024

Perplexity («Перплексия») была создана в 2022 году с целью разработать альтернативу традиционным поисковым системам и помогать пользователям находить точные и содержательные ответы даже на самые сложные и запутанные вопросы.
Компанию основала команда опытных специалистов:
- Аравинд Шринивас (CEO) — бывший исследователь в области искусственного интеллекта OpenAI и стажер Google и DeepMind.
- Денис Ярац[англ.][18] (CTO) — был исследователем AI в Meta.
- Джонни Хо (CSO) — бывший инженер Quora.
- Энди Конвински — соучредитель Databricks?!.

## Основные возможности

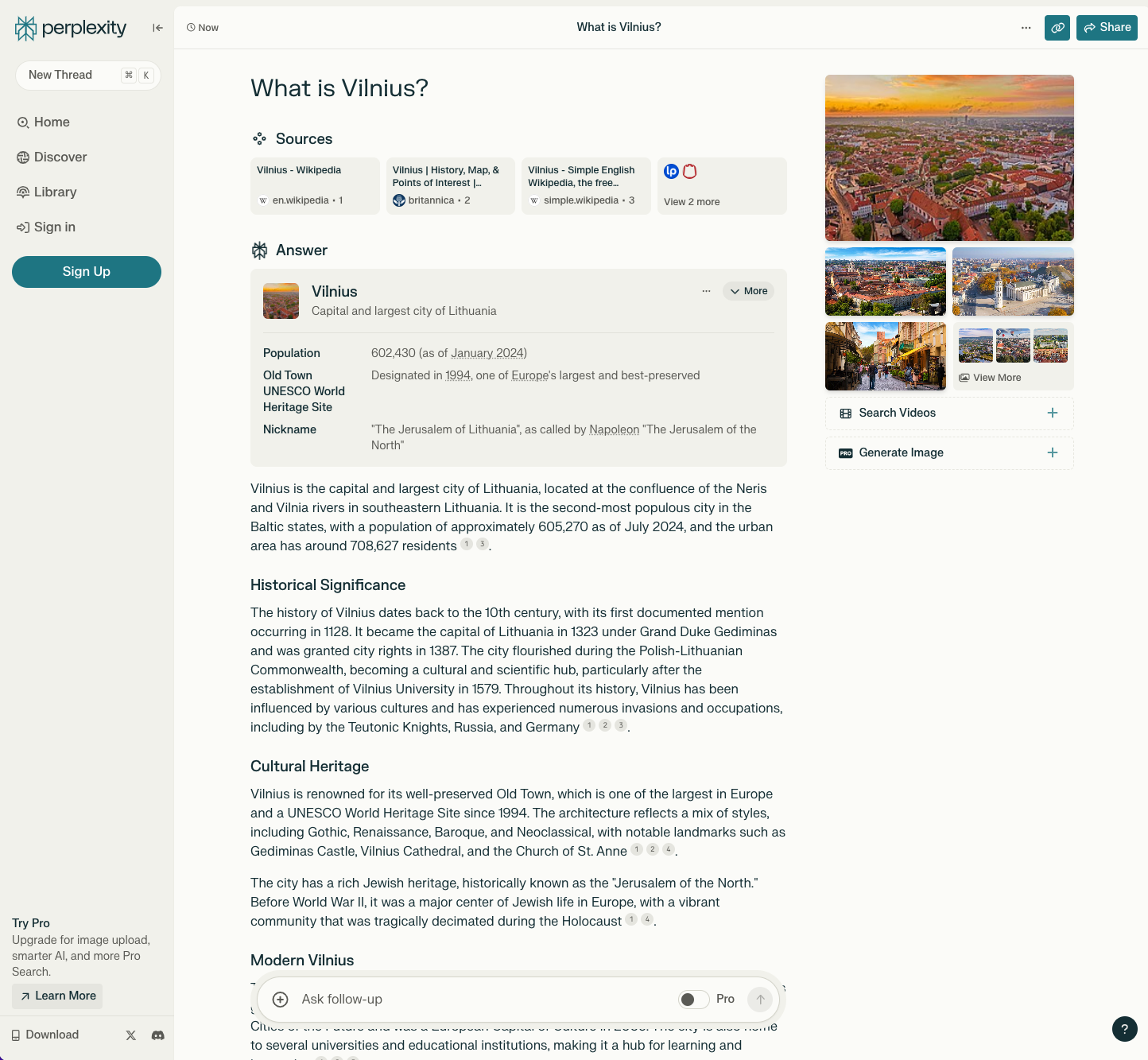
Скриншот, на котором задан вопрос про Вильнюс

Сервис Perplexity AI предлагает бесплатный и платный доступ к неограниченному «поиску Pro» и расширенным языковым моделям. По состоянию на январь 2025 года доступны Claude 3.5, Grok-2, o1, GPT-4o и модели Playground и DALL-E для генерации изображений, а для pro-версии также доступна возможность безлимитно загружать собственные файлы для анализа.
Perplexity AI выпустила Perplexity Assistant 23 января 2025 года для устройств на базе Android. Этот помощник может выполнять различные задачи, включая заказ такси, поиск музыки и установку напоминаний, используя как свои собственные алгоритмы, так и интеграцию с сторонними приложениями, такими как Spotify, YouTube и Uber.

## Продукты и услуги
Perplexity предлагает несколько продуктов, выполняющих веб-поиск, резюмирование результатов и создание текстов с указанием источников. Компания использует freemium-модель для индивидуальных пользователей и предлагает корпоративные услуги.

### Perplexity Pro
Премиум-подписка Perplexity Pro предоставляет доступ к API и позволяет пользователям искать как во внутренних файлах, так и в веб-контенте. Пользователи могут выбирать между различными моделями, включая GPT-5, o3 (o3-pro в подписке Max), Claude Sonnet 4.0 Thinking (Opus 4.1 Thinking в подписке Max), Grok 4 и Gemini 2.5 Pro 06-05. Компания также разработала собственные модели Sonar (на основе LLaMA 3.3) для поиска по умолчанию и R1 1776 (на основе DeepSeek R1 без китайской цензуры (unbiased)) для Deep Research (см. ниже).
По состоянию на 2025 год Pro-версия бесплатно предоставляется на год владельцам устройств Samsung Galaxy в США и пользователям Airtel в Индии.

#### Режим Research
14 февраля 2025 года Perplexity запустила функцию Research (изначально называвшуюся Deep Research) — передовой инструмент для проведения углубленного исследования и анализа информации. Функция позволяет автоматически проводить комплексное исследование, выполняя десятки поисковых запросов и анализируя сотни источников для создания структурированных аналитических отчетов за 2-4 минуты.
Режим Research функционирует на основе итеративного подхода: система осуществляет поиск релевантной информации, анализирует полученные документы и формирует план дальнейшего исследования с учётом промежуточных результатов, а также дополнений и уточнений через пользовательский интерфейс. По мере изучения предметной области происходит динамическая корректировка исследовательской стратегии. После завершения сбора и анализа данных система выполняет синтез всей полученной информации в структурированный и комплексный отчёт. Готовые отчёты можно экспортировать в формат PDF или преобразовывать в Perplexity Page для совместного использования.
Функция особенно эффективна для задач экспертного уровня в области финансов, маркетинга, технологий, анализа текущих событий, исследований в сфере здравоохранения, биографических справок и планирования путешествий. В тестировании по бенчмарку Humanity's Last Exam модель показала точность 21,1%, превысив показатели Gemini Thinking (6,2%), Grok (3,8%) и GPT-4 (3,3%), хотя и уступив Deep Research от OpenAI (26,6%). В тесте SimpleQA система достигла точности 93,9%.
Research доступен бесплатно для всех пользователей с ограничением до пяти запросов в день, в то время как подписчики Pro получают неограниченный доступ.

#### Perplexity Labs
Perplexity Labs — продвинутый инструмент для создания проектов, запущенный 29 мая 2025 года как часть экосистемы Pro-продуктов. Labs позволяет пользователям создавать полноценные проекты с несколькими компонентами: отчёты, электронные таблицы, дашборды и простые веб-приложения.
Система использует глубокий веб-поиск, внешние инструменты (выполнение кода, создание диаграмм и изображений) для превращения идей в готовые материалы. В отличие от обычного поиска и режима Research, которые предоставляют ответы за 3—4 минуты, Labs тратит 10 минут или более на выполнение самостоятельной работы.
Labs включает функции кодирования для структурирования данных и создания диаграмм, вкладку Assets для организации всех созданных файлов (от изображений до CSV и кода), а также возможность разработки интерактивных мини-приложений во вкладке App. Пользователи Pro получают 50 запросов Labs в месяц, функция доступна на веб-платформе, iOS и Android, с планируемым выходом для Mac и Windows.

### Поиск по внутренним знаниям
Функция Internal Knowledge Search позволяет пользователям Pro и Enterprise Pro одновременно искать в веб-контенте и внутренних документах. Пользователи могут загружать и искать в файлах Excel, Word, PDF и других распространённых форматах.

### Shopping Hub
18 ноября 2024 года Perplexity запустила Shopping Hub при поддержке Amazon и Nvidia — AI-платформу для онлайн-покупок, которая позволяет пользователям в США искать, находить и покупать товары непосредственно через интерфейс Perplexity.

### Финансовые функции
В октябре 2024 года Perplexity AI представила новые финансовые функции, включая поиск цен на акций и данных о прибыли компаний. Инструмент предоставляет котировки акций в реальном времени, сравнение с отраслевыми аналогами и базовые инструменты финансового анализа. Платформа получает финансовые данные от Financial Modeling Prep (FMP).

### Браузер Comet
9 июля 2025 года Perplexity запустила браузер Comet — AI-браузер на основе Chromium. Первоначально доступ к браузеру был ограничен пользователями с самой дорогой подпиской Max стоимостью 200 долларов в месяц, затем стал доступен Pro-пользователям, со временем ожидается более широкая доступность. Ключевой особенностью браузера является интеграция поисковой системы Perplexity, что позволяет пользователям выполнять различные задачи, такие как создание резюме статей, описание изображений, проведение исследований и написание электронных писем.

## Бизнес
По состоянию на апрель 2024 года Perplexity привлекла $165 млн финансирования, что оценило компанию более чем в $1 млрд.
По данным на декабрь 2024 года, Perplexity закрыла раунд финансирования на $500 млн, что повысило её оценку до $9 млрд.
В июле 2024 года Perplexity анонсировала запуск новой программы для издателей, предусматривающей распределение доходов от рекламы с партнёрами.
Perplexity AI планирует внедрить рекламу на своей поисковой платформе к четвертому кварталу 2024 года (октябрь-декабрь).
18 января 2025 года, за день до вступления в силу запрета США на китайское приложение TikTok, Perplexity направила предложение о слиянии с TikTok (американский филиал).

### Известные инвесторы
- Джефф Безос (Jeff Bezos)[51][52]
- Nvidia[51]
- Databricks?![51]
- Bessemer Venture Partners[51][53]
- Сьюзан Воджицки (Susan Wojcicki)[54][55]
- Джефф Дин (Jeff Dean)[55]
- Ян Лекун (Yann LeCun)[56]
- Нэт Фридман[англ.][45]
- Андрей Карпатый (Andrej Karpathy)[57]
- Гарри Тан[англ.][45][58]

## Скандалы и судебные иски

### Скандалы
Wired
В июне 2024 года журнал Wired и веб-разработчик Робб Найт провели отдельное расследование, в ходе которого выяснилось, что, несмотря на собственные заявления, Perplexity не соблюдает стандарт robots.txt , который позволяет сайтам запрещать веб-краулерам собирать контент. Perplexity также публично указывает диапазоны IP-адресов и строки пользовательского агента своих веб-краулеров, но, по данным Wired и Робба Найта, они используют нераскрытые IP-адреса и поддельные строки пользовательского агента, игнорируя robots.txt. В ответ Шринивас заявил, что Perplexity не игнорирует Robot Exclusion Protocol. На вопрос о том, прекратит ли Perplexity собирать (веб-скрейпинг) контент Wired с помощью третьих лиц, Шринивас ответил, что «это сложно».
Forbes
В июне 2024 года Forbes публично раскритиковал Perplexity за использование их контента. По данным Forbes, Perplexity опубликовал статью, в значительной степени скопированную с собственной статьи Forbes, не упомянув и не сделав заметной ссылку на них. В ответ Шринивас заявил, что в новой особенности его продукта были «шероховатости» (this new “product feature” had some “rough edges”), и принял замечания, но утверждал, что Perplexity только «агрегирует», а не плагиатит информацию.

### Скрытые веб-краулеры
4 августа 2025 года Cloudflare опубликовала исследование, показавшее, что Perplexity использует необъявленные «скрытые» веб-краулеры для обхода веб-файрволов приложений и файлов robots.txt, предназначенных для блокировки веб-краулеров Perplexity. Генеральный директор Cloudflare Мэттью Принс написал в Twitter, что Perplexity действует «больше как северокорейские хакеры», чем как респектабельная AI-компания. В результате Cloudflare исключила Perplexity из списка проверенных ботов и обновила правила для блокировки такой скрытой активности.

### Судебные разбирательства
В октябре 2024 года The New York Times направила Perplexity уведомление с требованием остановить доступ и использование контента NYT. Издание утверждает, что Perplexity нарушает авторские права, сканируя данные с его сайта.
NYT также подала иск против OpenAI и Microsoft за нарушение авторских прав, обвиняя их в использовании миллионов статей издания для обучения больших языковых моделей, на которых работает ChatGPT.
В уведомлении юристов NYT, в частности, говорилось: «Perplexity и её деловые партнёры необоснованно обогатились за счёт несанкционированного использования тщательно написанных, исследованных и отредактированных журналистских материалов The Times без лицензии».
В том же месяце Dow Jones и New York Post подали иск против Perplexity, обвиняя компанию в нарушении авторских прав. В иске также утверждается, что Perplexity приписала цитаты статье о поставках, которые отсутствовали в оригинальной публикации.
24 октября 2024 года Perplexity опубликовала пост в блоге, посвящённый судебным искам. В нём компания заявила, что претензии вводят в заблуждение, и подтвердила готовность к участию в программах распределения доходов.
31 января 2025 года на Perplexity был подан иск в США за предполагаемое нарушение торговой марки со стороны Perplexity Solved Solutions (PSS), IT-компании, основанной в 2017 году. В иске утверждается, что использование Perplexity AI названия «Perplexity» нарушает зарегистрированную на федеральном уровне торговую марку PSS и может вызвать путаницу среди потребителей.
20 июня 2025 года BBC пригрозила судебными действиями против Perplexity AI, требуя от компании прекратить неавторизованный сбор своего контента, удалить все сохранённые материалы BBC, используемые для обучения её моделей, и предоставить финансовую компенсацию за нарушение прав интеллектуальной собственности. В письме BBC утверждается, что поисковая система Perplexity воспроизводит контент BBC «дословно» без разрешения, что представляет собой нарушение авторских прав в Великобритании.